# Roma Volley Club 2024-2025 (femminile)
Questa voce raccoglie le informazioni riguardanti la Roma Volley Club nelle competizioni ufficiali della stagione 2024-2025.

## Stagione
Nella stagione 2024-25 la Roma Volley Club assume la denominazione sponsorizzata di Smi Roma Volley.
Partecipa per la terza volta alla Serie A1; chiude la regular season di campionato al tredicesimo posto in classifica, retrocedendo in Serie A2.
Partecipa, in qualità di organizzatore, alla WEVZA Cup, competizione che vince, avendo la meglio in finale sulle spagnole dell'Heidelberg, qualificandosi così per la Challenge Cup, nella quale, dai trentaduesimi di finale fino al quarti di finale, ottiene esclusivamente vittorie: in semifinale, dopo essere stata sconfitta nella gara di andata per 3-2 dal Potsdam, vince quella di ritorno per 3-0, accedendo alla finale per il miglior quoziente set. In finale va in scena il derby italiano contro il Chieri '76: il club di Roma si aggiudica entrambe le gare disputate, conquistando il torneo.

## Organigramma societario
Area direttiva
- Presidente: Pietro Mele
- Direttore generale: Roberto Mignemi
- Team manager: Maurizio Favola

Area tecnica
- Allenatore: Giuseppe Cuccarini
- Allenatore in seconda: Gabriele Tortorici
- Assistente allenatore: Adriano Di Peco
- Scout man: Simone Maurilli

Area sanitaria
- Fisioterapista: Davide Pakor
- Preparatore atletico: Daniele Alpi

## Rosa
| N° | Nome                | Ruolo | Data di nascita  | Nazionalità sportiva |
| -- | ------------------- | ----- | ---------------- | -------------------- |
| 1  | Claudia Provaroni   | S     | 14 maggio 1998   | Italia               |
| 2  | Wilma Salas         | S     | 9 marzo 1991     | Cuba                 |
| 5  | Michela Ciarrocchi  | C     | 16 dicembre 1999 | Italia               |
| 7  | Amélie Rotar        | S     | 24 ottobre 2000  | Francia              |
| 8  | Michela Rucli       | C     | 1º maggio 1996   | Italia               |
| 9  | Anna Adelusi        | O     | 10 giugno 2003   | Italia               |
| 10 | Luna Cicola         | L     | 15 gennaio 2004  | Italia               |
| 11 | Marie Schölzel      | C     | 1º agosto 1997   | Germania             |
| 13 | Giulia Melli        | S     | 8 gennaio 1998   | Italia               |
| 14 | Giorgia Zannoni     | L     | 11 febbraio 1998 | Italia               |
| 17 | Slađana Mirković    | P     | 7 ottobre 1995   | Serbia               |
| 18 | Gabriela Orvošová   | O     | 28 gennaio 2001  | Rep. Ceca            |
| 19 | Margherita Muzi     | P     | 25 gennaio 1994  | Italia               |
| 23 | Veronica Costantini | C     | 23 marzo 2003    | Italia               |

## Mercato
| Acquisti | Acquisti            | Acquisti           | Acquisti   |
| R.       | Nome                | da                 | Modalità   |
| -------- | ------------------- | ------------------ | ---------- |
| O        | Anna Adelusi        | Cuneo Granda       | definitivo |
| L        | Luna Cicola         | Bergamo 1991       | definitivo |
| C        | Veronica Costantini | Talmassons         | definitivo |
| P        | Slađana Mirković    | PTT                | definitivo |
| O        | Gabriela Orvošová   | Developres Rzeszów | definitivo |
| S        | Claudia Provaroni   | Megavolley         | definitivo |
| S        | Amélie Rotar        | Neptunes de Nantes | definitivo |
| S        | Wilma Salas         | Beşiktaş           | definitivo |
| C        | Marie Schölzel      | Radomka            | definitivo |
| L        | Giorgia Zannoni     | UYBA               | definitivo |

| Cessioni                               | Cessioni            | Cessioni          | Cessioni   |
| R.                                     | Nome                | a                 | Modalità   |
| -------------------------------------- | ------------------- | ----------------- | ---------- |
| P                                      | Marta Bechis        | Firenze           | definitivo |
| O                                      | Erblira Bici        | Megavolley        | definitivo |
| C                                      | Ana Beatriz Corrêa  | Bauru             | definitivo |
| L                                      | Martina Ferrara     | Talmassons        | definitivo |
| C                                      | Amber Igiede        | LOVB Houston      | definitivo |
| O                                      | Dezirett Madán      | PTT               | definitivo |
| S                                      | Jessica Rivero      | LOVB Atlanta      | definitivo |
| S                                      | Courtney Schwan     | Orlando Valkyries | definitivo |
| L                                      | Sofia Valoppi       | Adolfo Consolini  | definitivo |
| Trasferimenti nel corso della stagione |                     |                   |            |
| C                                      | Veronica Costantini | Ciutadella        | definitivo |
| S                                      | Amélie Rotar        | Alba-Blaj         | definitivo |

## Risultati

### Serie A1

#### Girone di andata
| 1ª giornata - 6 ottobre 2024 Palazzetto dello Sport, Roma                    | Roma Club            | 3 - 1 | Talmassons      | 26-28, 30-28, 25-20, 25-19        |
| 2ª giornata - 12 ottobre 2024 Palalido, Milano                               | Pro Victoria         | 3 - 0 | Roma Club       | 25-19, 25-18, 25-15               |
| 3ª giornata - 20 ottobre 2024 Palazzetto dello Sport, Roma                   | Roma Club            | 1 - 3 | Imoco           | 23-25, 17-25, 25-23, 20-25        |
| 4ª giornata - 26 ottobre 2024 PalaTerdoppio, Novara                          | AGIL                 | 3 - 0 | Roma Club       | 25-21, 25-18, 25-17               |
| 5ª giornata - 30 ottobre 2024 Palazzetto dello Sport, Roma                   | Roma Club            | 1 - 3 | Bergamo 1991    | 18-25, 21-25, 25-19, 18-25        |
| 6ª giornata - 3 novembre 2024 PalaCastagnaretta, Cuneo                       | Cuneo Granda         | 3 - 1 | Roma Club       | 22-25, 25-19, 25-15, 25-22        |
| 7ª giornata - 10 novembre 2024 Palazzetto dello Sport, Roma                  | Roma Club            | 1 - 3 | Megavolley      | 20-25, 25-22, 23-25, 14-25        |
| 8ª giornata - 17 novembre 2024 PalaWanny, Firenze                            | Firenze              | 3 - 2 | Roma Club       | 17-25, 25-20, 29-27, 17-25, 15-13 |
| 9ª giornata - 23 novembre 2024 Palazzetto dello Sport, Roma                  | Roma Club            | 1 - 3 | Savino Del Bene | 22-25, 25-16, 17-25, 21-25        |
| 10ª giornata - 1º dicembre 2024 PalaEvangelisti, Perugia                     | Black Angels Perugia | 0 - 3 | Roma Club       | 22-25, 20-25, 16-25               |
| 11ª giornata - 4 dicembre 2024 PalaMaddalene, Chieri                         | Chieri '76           | 3 - 1 | Roma Club       | 25-22, 25-21, 23-25, 25-16        |
| 12ª giornata - 8 dicembre 2024 Palazzetto dello Sport, Roma                  | Roma Club            | 0 - 3 | UYBA            | 17-25, 20-25, 23-25               |
| 13ª giornata - 15 dicembre 2024 Palazzetto dello Sport, Villafranca Piemonte | Pinerolo             | 3 - 0 | Roma Club       | 25-15, 25-23, 25-18               |

#### Girone di ritorno
| 14ª giornata - 22 dicembre 2024 Palazzetto dello Sport, Latisana | Talmassons      | 1 - 3 | Roma Club            | 25-21, 20-25, 20-25, 22-25        |
| 15ª giornata - 26 dicembre 2024 Palazzetto dello Sport, Roma     | Roma Club       | 0 - 3 | Pro Victoria         | 21-25, 23-25, 23-25               |
| 16ª giornata - 5 gennaio 2025 PalaVerde, Villorba                | Imoco           | 3 - 1 | Roma Club            | 19-25, 25-12, 25-22, 26-24        |
| 17ª giornata - 12 gennaio 2025 Palazzetto dello Sport, Roma      | Roma Club       | 0 - 3 | AGIL                 | 14-25, 27-29, 17-25               |
| 18ª giornata - 15 gennaio 2025 PalaFacchetti, Treviglio          | Bergamo 1991    | 3 - 0 | Roma Club            | 25-20, 25-21, 25-18               |
| 19ª giornata - 19 gennaio 2025 Palazzetto dello Sport, Roma      | Roma Club       | 3 - 1 | Cuneo Granda         | 22-25, 25-18, 25-23, 25-14        |
| 20ª giornata - 26 gennaio 2025 PalaCampanara, Pesaro             | Megavolley      | 3 - 0 | Roma Club            | 25-13, 25-22, 25-14               |
| 21ª giornata - 2 febbraio 2025 Palazzetto dello Sport, Roma      | Roma Club       | 3 - 1 | Firenze              | 25-14, 25-22, 22-25, 25-22        |
| 22ª giornata - 12 febbraio 2025 PalaWanny, Firenze               | Savino Del Bene | 3 - 0 | Roma Club            | 25-18, 25-22, 25-23               |
| 23ª giornata - 16 febbraio 2025 Palazzetto dello Sport, Roma     | Roma Club       | 2 - 3 | Black Angels Perugia | 25-19, 25-20, 22-25, 22-25, 14-16 |
| 24ª giornata - 23 febbraio 2025 Palazzetto dello Sport, Roma     | Roma Club       | 0 - 3 | Chieri '76           | 16-25, 22-25, 26-28               |
| 25ª giornata - 26 febbraio 2025 PalaPiantanida, Busto Arsizio    | UYBA            | 1 - 3 | Roma Club            | 25-19, 24-26, 23-25, 18-25        |
| 26ª giornata - 1º marzo 2025 Palazzetto dello Sport, Roma        | Roma Club       | 1 - 3 | Pinerolo             | 18-25, 22-25, 25-15, 21-25        |

### WEVZA Cup

#### Fase a gironi
| 1ª giornata - 18 settembre 2024 Palazzetto dello Sport, Roma | Roma Club | 3 - 0 | Terville Florange | 25-14, 25-15, 25-10 |
| 3ª giornata - 20 settembre 2024 Palazzetto dello Sport, Roma | Roma Club | 3 - 0 | Academy           | 25-18, 25-12, 25-11 |

#### Fase a eliminazione diretta
| Semifinali - 21 settembre 2024 Palazzetto dello Sport, Roma | Roma Club | 3 - 1 | Béziers    | 25-22, 25-18, 21-25, 25-16 |
| Finale - 22 settembre 2024 Palazzetto dello Sport, Roma     | Roma Club | 3 - 1 | Heidelberg | 27-25, 21-25, 25-21, 25-18 |

### Challenge Cup
| Trentaduesimi di finale (andata) - 9 ottobre 2024 Palazzetto dello Sport, Roma                 | Roma Club      | 3 - 0 | Karlovac       | 25-9, 25-14, 25-16                |
| Trentaduesimi di finale (ritorno) - 16 ottobre 2024 Školska športska dvorana Mladost, Karlovac | Karlovac       | 0 - 3 | Roma Club      | 17-25, 15-25, 9-25                |
| Sedicesimi di finale (andata) - 7 novembre 2024 Palazzetto dello Sport, Roma                   | Roma Club      | 3 - 0 | Rapid Bucarest | 25-14, 25-17, 25-21               |
| Sedicesimi di finale (ritorno) - 12 novembre 2024 Sala Polivalentă Rapid, Bucarest             | Rapid Bucarest | 0 - 3 | Roma Club      | 19-25, 17-25, 18-25               |
| Ottavi di finale (andata) - 27 novembre 2024 Sportna zala Levski Sofia, Sofia                  | Levski Sofia   | 1 - 3 | Roma Club      | 19-25, 25-23, 23-25, 20-25        |
| Ottavi di finale (ritorno) - 11 dicembre 2024 Palazzetto dello Sport, Roma                     | Roma Club      | 3 - 0 | Levski Sofia   | 25-18, 25-12, 25-12               |
| Quarti di finale (andata) - 7 gennaio 2025 Spiroudome, Charleroi                               | Charleroi      | 0 - 3 | Roma Club      | 15-25, 14-25, 18-25               |
| Quarti di finale (ritorno) - 22 gennaio 2025 Palazzetto dello Sport, Roma                      | Roma Club      | 3 - 1 | Charleroi      | 25-13, 25-17, 14-25, 25-13        |
| Semifinali (andata) - 5 febbraio 2025 MBS Arena, Potsdam                                       | Potsdam        | 3 - 2 | Roma Club      | 25-21, 21-25, 19-25, 25-15, 15-9  |
| Semifinali (ritorno) - 19 febbraio 2025 Palazzetto dello Sport, Roma                           | Roma Club      | 3 - 0 | Potsdam        | 25-21, 25-19, 25-20               |
| Finale (andata) - 4 marzo 2025 PalaAsti, Torino                                                | Chieri '76     | 2 - 3 | Roma Club      | 20-25, 25-17, 22-25, 25-18, 12-15 |
| Finale (ritorno) - 11 marzo 2025 Palazzetto dello Sport, Roma                                  | Roma Club      | 3 - 1 | Chieri '76     | 25-19, 22-25, 25-19, 27-25        |

## Statistiche

### Statistiche di squadra
| Competizione  | Punti | In casa | In casa | In casa | In trasferta | In trasferta | In trasferta | Totale | Totale | Totale |
| Competizione  | Punti | G       | V       | P       | G            | V            | P            | G      | V      | P      |
| ------------- | ----- | ------- | ------- | ------- | ------------ | ------------ | ------------ | ------ | ------ | ------ |
| Serie A1      | 20    | 13      | 3       | 10      | 13           | 3            | 10           | 26     | 6      | 20     |
| WEVZA Cup     | 6     | -       | -       | -       | -            | -            | -            | 4      | 4      | 0      |
| Challenge Cup | -     | 6       | 6       | 0       | 6            | 5            | 1            | 12     | 11     | 1      |
| Totale        | -     | 19      | 9       | 10      | 19           | 8            | 11           | 42     | 21     | 21     |

G = partite giocate; V = partite vinte; P = partite perse

### Statistiche dei giocatori
| Giocatore     | Serie A1 | Serie A1 | Serie A1 | Serie A1 | Serie A1 | WEVZA Cup | WEVZA Cup | WEVZA Cup | WEVZA Cup | WEVZA Cup | Challenge Cup | Challenge Cup | Challenge Cup | Challenge Cup | Challenge Cup | Totale | Totale | Totale | Totale | Totale |
| Giocatore     | P        | PT       | AV       | MV       | BV       | P         | PT        | AV        | MV        | BV        | P             | PT            | AV            | MV            | BV            | P      | PT     | AV     | MV     | BV     |
| ------------- | -------- | -------- | -------- | -------- | -------- | --------- | --------- | --------- | --------- | --------- | ------------- | ------------- | ------------- | ------------- | ------------- | ------ | ------ | ------ | ------ | ------ |
| A. Adelusi    | 19       | 132      | 111      | 17       | 4        | 4         | 34        | 25        | 4         | 5         | 10            | 115           | 102           | 10            | 3             | 33     | 281    | 238    | 31     | 12     |
| M. Ciarrocchi | 21       | 106      | 72       | 27       | 7        | 3         | 19        | 9         | 3         | 7         | 8             | 65            | 43            | 16            | 6             | 32     | 190    | 124    | 46     | 20     |
| L. Cicola     | 15       | 1        | 0        | 0        | 1        | 3         | 0         | 0         | 0         | 0         | 8             | 0             | 0             | 0             | 0             | 26     | 1      | 0      | 0      | 1      |
| V. Costantini | 9        | 8        | 3        | 3        | 2        | 1         | 5         | 2         | 2         | 1         | 6             | 35            | 21            | 13            | 1             | 16     | 48     | 26     | 18     | 4      |
| G. Melli      | 18       | 124      | 103      | 16       | 5        | 0         | 0         | 0         | 0         | 0         | 8             | 75            | 61            | 11            | 3             | 26     | 199    | 164    | 27     | 8      |
| S. Mirković   | 26       | 86       | 53       | 15       | 18       | 4         | 15        | 10        | 1         | 4         | 12            | 33            | 16            | 8             | 9             | 42     | 134    | 79     | 24     | 31     |
| M. Muzi       | 17       | 3        | 1        | 0        | 2        | 3         | 1         | 0         | 1         | 0         | 9             | 9             | 7             | 0             | 2             | 29     | 13     | 8      | 1      | 4      |
| G. Orvošová   | 24       | 367      | 324      | 33       | 10       | 4         | 59        | 54        | 4         | 1         | 11            | 97            | 78            | 14            | 5             | 39     | 523    | 456    | 51     | 16     |
| C. Provaroni  | 25       | 15       | 11       | 0        | 4        | 4         | 5         | 3         | 0         | 2         | 11            | 20            | 13            | 2             | 5             | 40     | 40     | 27     | 2      | 11     |
| A. Rotar      | 17       | 155      | 137      | 16       | 2        | 4         | 19        | 15        | 4         | 0         | 7             | 86            | 71            | 11            | 4             | 28     | 260    | 213    | 31     | 6      |
| M. Rucli      | 24       | 77       | 39       | 30       | 8        | 2         | 14        | 10        | 4         | 0         | 7             | 26            | 13            | 11            | 2             | 33     | 117    | 62     | 45     | 10     |
| W. Salas      | 21       | 238      | 211      | 11       | 6        | 4         | 39        | 34        | 1         | 4         | 9             | 90            | 80            | 5             | 5             | 34     | 367    | 325    | 17     | 15     |
| M. Schölzel   | 26       | 162      | 117      | 35       | 10       | 4         | 27        | 12        | 13        | 2         | 11            | 81            | 58            | 12            | 11            | 41     | 270    | 187    | 60     | 23     |
| G. Zannoni    | 26       | 0        | 0        | 0        | 0        | 4         | 0         | 0         | 0         | 0         | 11            | 0             | 0             | 0             | 0             | 41     | 0      | 0      | 0      | 0      |

P = presenze; PT = punti totali; AV = attacchi vincenti; MV = muri vincenti; BV = battute vincenti